# 梁山断層
梁山断層（ヤンサンだんそう、りょうざんだんそう）は、大韓民国南東部に位置する断層。延長約200kmの横ずれ断層で、韓国では第四紀の活動が確認されている唯一の活断層。

## 位置
北北東-南南西に走行をもつ。陸部は東海岸から慶州、梁山を経て南海岸の洛東江河口辺り（釜山の西）を通る。
主断層たる梁山断層と走行を同じくするやや小さな断層群が近くに分布し、これらを総称して梁山断層帯と呼ぶ。衛星写真で見ると数本のリニアメントが20 - 30km幅で並行に走っていることが判読される。
なお、慶州付近からy字状に分岐する形で、南南東へ蔚山断層が伸びる。梁山断層帯に含める場合と、独立した断層と考える場合がある。
慶州以西に広がる慶尚盆地は白亜紀の地層（白亜系）、東側の東海岸地域には第三紀の地層（第三系）が分布するが、梁山断層は白亜系の中を通過し、"新羅層群"と白亜紀中期の火山岩を境する。断層主部の幅はほぼ数十m、幅200 - 500mの破砕帯をもち、右横ずれとみられる。横ずれ変位量は、25km（南部） - 35km（北部）と考えられている。また、断層帯の東側の地質は主に日本列島に平行する向きの褶曲構造の一方、西側では断層地塊構造がみられ、地質構造を境する断層帯でもある。
また、海域での調査によれば南北両端ともに海域まで断層が伸びており、総延長は約1,000kmと考えられる。南方延長は、日本の対馬の西を通り、更には五島列島の西辺りに及ぶ。

## 活動時期
断層が主に活動した時期は、白亜紀晩期から古第三紀を通じ新第三紀初期までと考えられ、横ずれ変位のほとんどは42 - 14Ma（始新世から中新世）の間に生じたと考えられている。
第四紀以降でも、第四紀後期に繰り返し活動した痕跡が認められる。主断層北部の段丘堆積物の変位から、上下の平均変位速度は千年あたり0.03 - 0.07mまたは0.02 - 0.07mと推定され、横ずれの変位はそれよりもっと大きいことを考えると、この値が変位速度の下限と推定されている。
歴史資料によると慶州では34年、100年、123年、304年、471年、510年、630年、779年に地震の記録があり、779年の地震は『三国史記』によると被害が大きく100人以上が犠牲になったという。トレンチ調査により見つかり年代分析により536年頃と推定される堆積物の変位があるが、この変位をもたらしたのは510年に記録された地震の可能性がある。
2016年9月の慶州地震（Mw5.4、最大震度 MMI VI）は梁山断層帯が震源と考えられている。